# Yellow Dog (comics)
Yellow Dog était un comics underground d'abord au format journal puis en comic book publié par Print Mint à Berkeley. Il y eut 22 numéros de 1968 à 1973. De nombreux auteurs underground importants y participèrent : Robert Crumb, Joel Beck, Robert Williams, Rick Griffin, Greg Irons et Trina Robbins. Parmi les autres auteurs se trouvent Andy Martin, Franz Cilensek, John Thompson, Buckwheat Florida, Jr., Jim Osborne, Ronald Lipking et Hak Vogrin. Le responsable éditorial fut Don Schenker coéditeur de Print Mint.
Yellow Dog  est le comics underground qui a connu le plus de numéros.

## Origines
Deu versions s'opposent quant à la responsabilité de la création de ce comics. Don Schencker affirme qu'il a eu l'idée de créer une version underground de la classique section dominicale des journaux. John Thompson assure que Joel Beck et lui ont eu l'idée d'un journal de comix qui aurait eu pour nom "Puck the Yellow Kid" (une référence à The Yellow Kid) de Richard F. Outcault. Après l'intervention de plusieurs auteurs de comix, Schencker aurait été d'accord pour publier le journal en changeant le nom en Yellow Dog.

## Histoire de la  publication
Yellow Dog commence comme un magazine au format tabloïd avec des pages intérieures en noir et blanc et quelques tons directs en jaune. Le premier numéro sort en mai 1968, et avait 8 pages. Les numéros 2 à 8 en avaient 16, les 9 et 10 en avaient 32 et 44. À partir  du numéro double 13/14 de juillet 1969, Yellow Dog devient un comic book avec une couverture en couleur et l'intérieur en noir et blanc. Dans le numéro 15, une histoire tirée du livre de la jungle de Harvey Kurtzman qui date de 1959 est publiée comme hommage à cet auteur de comics dont le travail est souvent cité comme source d'inspiration par les auteurs underground.
La première série de Yellow Dog comprend les sept premiers numéros tous publiés « "as weekly as possible" » en 1968. La deuième série commence avec le numéro 8 en 1969 : huit numéros sortent cette année. Cependant trois numéros (#9/#10, #11/#12 et #13/#14) sont des numéros double. Yellow Dog sort deux fois en 1970, deux fois en 1971, trois en 1972 et deux en 1973. Yellow Dog cesse d'être publié après 22 numéros numérotés de 1 à 25 à cause des trois numéros doubles.
Les 12 premiers numéros de Yellow Dog sont réimprimés en 1973 pour le cinquième anniversaire et vendus ensemble dans une enveloppe.

## Analyse
La mascotte du chien jaune apparaît sur presque toutes les couvertures et faisait référence au personnage Alfred E. Neuman. de Mad. Il apparaît sur les onze premiers numéros urinant sur la jambe du Capitaine Achab de Moby Dick. À partir du numéro 11, le chien apparaît à divers endroits, parfois faisant partie de la couverture. Il n'apparaît pas sur les numéros 15, 18 et 19.
Les premiers numéros  de Yellow Dog présentent surtout des bandes dessinées faisant référence à la drogue, s'amusant avec de l'humour scatologique et quelques bandes de Robert Crumb. Crumb réalise les couvertures du numéro 1 au 9/10 puis revient pour le numéro 13/14 de juillet 1969) qui est le dernier auquel il contribue. Des numéros  7 à 12 on trouve les Fabuleux Freak Brothers de Gilbert Shelton, Mr. Natural de Crumb et plusieurs bandes de Robert Williams, Kim Deitch et Skip Williamson.
Le premier numéro au format comics ,le 13/14, publié en juillet 1969) propose des séries de Crumb, Greg Irons, Jim Osborne, Larry Welz, Jay Lynch, Hak Vogrin, Kay Rudin et S. Clay Wilson. Au fil des numéros  Yellow Dog  devient une vitrine pour les jeunes talents de l'underground comme Greg Irons, Justin Green, Trina Robbins, Bill Griffith, Robert Armstrong et Howard Cruse.

## Tableau des numéros

### Volume 1
| # | Date             | Dessinateur de la couverture | Contributeurs | Notes |
| - | ---------------- | ---------------------------- | --- | ----- |
| 1 | Mai 1968         | Robert Crumb                 | Joel Beck, Franz Cilensek, Robert Crumb, Phil Gardner, Andy Martin, G. Ratten, John Thompson                                                                                          |       |
| 2 | Juin 1968        | Robert Crumb                 | Joel Beck, Franz Cilensek, Robert Crumb, Phil Gardner, Rick Griffin, Andy Martin, Victor Moscoso, John Thompson, Ron White                                                            |       |
| 3 | Juin 1968        | Robert Crumb                 | Joel Beck, Robert Crumb, Andy Martin, John Thompson, Ron White, S. Clay Wilson |       |
| 4 | Juillet 1968     | Robert Crumb                 | Joel Beck, Franz Cilensek, Robert Crumb, Steve Hayden, Andy Martin, John Thompson, Peter Webster, Ron White, S. Clay Wilson                                                           |       |
| 5 | 24 juillet, 1968 | Robert Crumb                 | S. Brunswick, Franz Cilensek, Robert Crumb, Kim Deitch, Dave Gilson, Andy Martin, Chuck McNaughton, Jim Osborne, John Thompson, Chas White, Ron White, S. Clay Wilson, Charles Winans |       |
| 6 | Juillet 1968     | Robert Crumb                 | Robert Crumb, Buckwheat Florida Jr., Andy Martin, Jim Osborne, Gilbert Shelton, John Thompson, Peter Webster, Ron White, S. Clay Wilson                                               |       |
| 7 | Décembre 1968    | Robert Crumb                 | Joel Beck, Tom P. Cosparcito, Robert Crumb, Buckwheat Florida Jr., Victor Moscoso, Don Schenker, Gilbert Shelton, Robert Williams, S. Clay Wilson                                     |       |

### Volume 2
| #     | Date          | Dessinateur de la couverture | Contributeurs | Notes |
| ----- | ------------- | ---------------------------- | --- | --- |
| 8     | début 1969    | Robert Williams              | Joel Beck, Robert Crumb, Buckwheat Florida Jr., Jon Gierlich, Rick Griffin, Andy Martin, Gilbert Shelton, Hak Vorging, Robert Williams, S. Clay Wilson | |
| 9/10  | Avril 1969    | Robert Crumb                 | Peter Almasy, Robert Crumb, Kim Deitch, Buckwheat Florida Jr., Don Grant, Jay Lynch, Dave Manning, Andy Martin, Jim Osborne, Kent Perry, Kay Rudin, Bob Schnepf, Gilbert Shelton, John Thompson, Hak Vogrin, Robert Williams, S. Clay Wilson                  | numéro double; Kay Rudin est la première femme à contribuer à Yellow Dog                                                         |
| 11/12 | Mai 1969      | Skip Williamson              | Peter Almasy, Joel Beck, Vaughn Bodē, Robert Crumb, Buckwheat Florida Jr., Justin Green, Ronald Lipking, Andy Martin, Jim Osborne, Kent Perry, Trina Robbins, Kay Rudin, Don Schenker, John Thompson, Hak Vogrin, Larry Welz, Skip Williamson, S. Clay Wilson | numéro double |
| 13/14 | Juillet 1969  | Robert Crumb                 | Greg Irons, Jim Osborne, Robert Crumb, Ronald Lipking, Larry Welz, Richard Carse, Jay Lynch, Hak Vogrin, Gill Smitherman, Kay Rudin, S. Clay Wilson, Andy Martin, Peter Almasy                                                                                | numéro double ; passe du format tabloïd au format comics                                                                         |
| 15    | Hiver 1969    | Greg Irons                   | Rob Brown, Dan Clyne, Robert Dougherty, Renaud Facade, J. Gaccione, Jim Gardner, Justin Green, Greg Irons, Harvey Kurtzman, Ronald Lipking, Jay Lynch, Ed Newton, Hak Vogrin, Larry Welz                                                                      | Numéro spécial hommage à Harvey Kurtzmanavec une réimpression de la bande dessinée de Kurtzman "Compulsion on the Range" de 1959 |
| 16    | Hiver 1969    | Patrick Cosgrove             | Joel Beck, Patrick Cosgrove, Fred Schrier, Hak Vogrin, Kincaid, Tripp Pollard, Ronald Lipking, John Thompson, Dan Clyne, Jim Gardner, J. Gaccione, Wink, Robert Dougherty                                                                                     | |
| 17    | Mars 1970     | Larry Welz                   | Robert Dougherty, Larry Welz, George Metzger, Rick Shubb, Ronald Lipking, Greg Irons, Assid Mic, J. Gaccione, Justin Green, Gill Smitherson, Trina Robbins | |
| 18    | Novembre 1970 | Greg Irons                   | Greg Irons, Jim Evans, Jim Gardner, Patrick Cosgrove, Larry Welz, Roger Brand, Joel Beck, Bill Griffith, J. Freeman, J. Gaccione, John Thompson | |
| 19    | Mars 1971     | Roger Brand                  | Greg Irons, Roger Brand, Justin Green, Fred Schrier, J. Gaccione, Bill Griffith, David Webster, Claude Bawls, Trina Robbins, Dave Sheridan, Luis Medina | |
| 20    | Juillet 1971  | Trina Robbins                | Joe Roberts, Trina Robbins, Mervinius, Larry Rippee, Norman Quebedeau, Bill Griffith, Bob Riggs, Jim Gardner, D. Wood, David Webster, Greg Irons | |
| 21    | Janvier 1972  | Carl Lundgren                | R. W. B., Joray, Tom Bird, Justin Green, Rebb C. King, Carl Lundgren, George Metzger, Hak Vogrin | |
| 22    | 1972          | Greg Irons                   | Joel Beck, Mervinius, Justin Green, Greg Irons, Rebb C. King, Michael McMillan, Joe Roberts, Pat Ryan, Craig A. Stormon | |
| 23    | Octobre 1972  | Jim Evans                    | Robert Armstrong, Jim Evans, Willy Mendes, Marty Nelson, Chris Pelletiere, Trina Robbins, Carl Spann, D. Wood | |
| 24    | Mars 1973     | Joe Roberts                  | Tim Boxell, Howard Cruse, Mervinius, Joe Roberts, Pat Ryan, R. Tomasic, D. Wood | |
| 25    | Hiver 1973    | Trina Robbins                | Joel Beck, Leslie Cabarga, Robert Cavey, Patrick Cosgrove, Dave Hereth, Rick Pflug, Trina Robbins, Joe Roberts | |